# 周肃清
周肃清（1905年7月1日—1978年2月2日），字一生，曾化名赵亦松、赵如松、赵一生，苏联曾用名周叔琴、米先科·瓦西里·彼得罗维奇，出生于湖南省益阳县（今益阳市赫山区）沙头镇赵家湾，中国共产党党员、早期人物。1930年代至50年代，因苏联政治斗争之故，被囚禁、流放。1955年回到中国，在中组部长期休养（享受副部级待遇）。

## 生平
早年考入北京大学工学院。1926年，参加北伐军。北伐战争期间，担任北伐军第十七军一师二团党代表、军政治部代理主任、第二军政治部组织科长。1927年2月，由胡秉铎、周邦采、胡轶寰介绍，经周恩来批准，周肃清在杭州与李木菴、蒋仕祥一同入党。四一二事變期间，周肃清被列入蒋中正的密电处决名单。同年8月，参加南昌起义，任第二十军三师教导团三营党代表兼营长、招募处处长。1927年，参加广州暴动，任广州军委士兵运动委员会主席。1928年，担任中央福建巡视员，赴任福建省委军事运动委员会主席，组建福建省中共地下党组织。
1929年12月，中共中央派他与陈明进入苏联莫斯科共产主义劳动大学学习，因反对王明主张而遭到监禁，被发配至高尔基汽车厂。1933年，恢复党籍。1934年，因王明、康生阻挠，周肃清回国受阻。1936年夏，考上莫斯科鲍曼大学。1936年底，因苏联大肃反运动，周肃清再次被捕，发配至北极沃尔库塔的集中营。
1955年，经周恩来、贺龙等人关心和批示，在陈赓、曾三等战友的帮助下，周肃清在9月被释放回国。1956年，苏联政府以“无犯罪内容”给周肃清初步平反。同年，中共中央给予政治平反。他因身体受到极度摧残，在中组部长期休养（享受副部级待遇）。文化大革命期间，再次被打倒下放。1977年10月，中组部为周肃清恢复党的组织生活（或说1977年底，恢复中共党籍）。
1978年2月2日，周肃清在北京因病逝世。1978年2月初，胡耀邦批示周肃清的治丧工作。2月13日，中组部为他在北京市八宝山革命公墓举行追悼会。
1989年6月8日，苏联最高检察院对周肃清1931年在莫斯科列宁国际学校的无辜受害给予彻底平反，并恢复其名誉。1989年9月20日，高尔基检察院取消对周肃清处罚的决定，并为其1936年在鲍曼大学无辜被捕彻底恢复名誉。2012年初，他的三个儿子方才获得这些平反证明。